# Sot del Bac
El Sot del Bac és un sot, o vall estreta i feréstega, del terme municipal del Figueró, a la comarca del Vallès Oriental. Pertany al territori del poble rural de Montmany de Puiggraciós.
És a l'extrem nord-occidental, tant del terme municipal, com del poble de Montmany de Puiggraciós. El forma el torrent dels Fondos del Bac, que procedeix del Bosc Negre. Està delimitat al nord pel Cingle de Castellar i la Solella del Sot del Bac, i a migdia per la Baga del Sot del Bac. A l'extrem de llevant, el més baix, hi ha la masia del Bac, en estat ruïnós i en el de ponent, el més elevat, hi havia hagut les de la Miquelona i el Prat.